# مخطط زمني رسومي للكون
المخطط الزمني الموصوف هنا لماضي الكون  ، حاضره، ومستقبله يعتمد على أحدث المشاهدات والتفسيرات العلمية الحالية. وقد وضعنا العصر الحالي علي مقياس السنوات عند "الصفر" . وتقدر كل مرحلة من التدريج الكبير مليار سنة، وتبلغ كل فترة للتقسيم الصغير 100 مليون سنة . كما عُلّمت السنوات الماضية بعلامة "ناقص" ، والسنوات القادمة بعلامة ""زائد" . وعلى ذلك فقد تكونت أقدم الصخور على الأرض منذ نحو 4 مليار من السنين، ويوجد هذا التاريخ عند النقطة ( 4e+09- ) سنة على محور السنين . ونظريا فقد حدث الانفجار العظيم منذ نحو 13.7 مليار سنة (أنظر أيضا الخط الزمني للانفجار العظيم).